# Яхія Абу-Табех
Яхія Мохаммед Абу-Табех (нар. 9 жовтня 1980) — йорданський борець греко-римського стилю, чотириразовий бронзовий призер чемпіонатів Азії, срібний призер Азійських ігор, срібний призер Азійських ігор, багаторазовий переможець Арабських чемпіонатів та Арабських ігор.

## Життєпис
Боротьбою почав займатися з 1992 року. 
Виступає за борцівський клуб міста Амман. Тренер — Дмитро Коршунов.

## Спортивні результати на міжнародних змаганнях

### Виступи на Чемпіонатах світу
| Змагання                        | Збірна   | Вагова категорія                 | Місце |
| ------------------------------- | -------- | -------------------------------- | ----- |
| Чемпіонат світу з боротьби 2007 | Йорданія | греко-римська боротьба, до 84 кг | 32    |
| Чемпіонат світу з боротьби 2009 | Йорданія | греко-римська боротьба, до 96 кг | 15    |
| Чемпіонат світу з боротьби 2010 | Йорданія | греко-римська боротьба, до 96 кг | 22    |
| Чемпіонат світу з боротьби 2011 | Йорданія | греко-римська боротьба, до 96 кг | 16    |
| Чемпіонат світу з боротьби 2013 | Йорданія | греко-римська боротьба, до 96 кг | 30    |

### Виступи на Чемпіонатах Азії
| Змагання                       | Збірна   | Вагова категорія                 | Місце  |
| ------------------------------ | -------- | -------------------------------- | ------ |
| Чемпіонат Азії з боротьби 2007 | Йорданія | греко-римська боротьба, до 84 кг | Бронза |
| Чемпіонат Азії з боротьби 2008 | Йорданія | греко-римська боротьба, до 84 кг | 5      |
| Чемпіонат Азії з боротьби 2009 | Йорданія | греко-римська боротьба, до 96 кг | Бронза |
| Чемпіонат Азії з боротьби 2010 | Йорданія | греко-римська боротьба, до 96 кг | 5      |
| Чемпіонат Азії з боротьби 2011 | Йорданія | греко-римська боротьба, до 96 кг | Бронза |
| Чемпіонат Азії з боротьби 2012 | Йорданія | греко-римська боротьба, до 96 кг | 7      |
| Чемпіонат Азії з боротьби 2013 | Йорданія | греко-римська боротьба, до 96 кг | Бронза |
| Чемпіонат Азії з боротьби 2014 | Йорданія | греко-римська боротьба, до 98 кг | 5      |
| Чемпіонат Азії з боротьби 2015 | Йорданія | греко-римська боротьба, до 98 кг | 10     |
| Чемпіонат Азії з боротьби 2016 | Йорданія | греко-римська боротьба, до 98 кг | 8      |

### Виступи на Азійських іграх
| Змагання           | Збірна   | Вагова категорія                 | Місце  |
| ------------------ | -------- | -------------------------------- | ------ |
| Азійські ігри 2006 | Йорданія | греко-римська боротьба, до 84 кг | Срібло |
| Азійські ігри 2010 | Йорданія | греко-римська боротьба, до 96 кг | 5      |
| Азійські ігри 2014 | Йорданія | греко-римська боротьба, до 98 кг | 9      |

### Виступи на інших змаганнях
| Змагання                                                         | Збірна   | Вагова категорія                 | Місце  |
| ---------------------------------------------------------------- | -------- | -------------------------------- | ------ |
| Олімпійський кваліфікаційний турнір з боротьби 2004 (Ташкент)    | Йорданія | греко-римська боротьба, до 74 кг | 19     |
| Турнір Дана Колова — Николи Петрова 2007                         | Йорданія | греко-римська боротьба, до 84 кг | 9      |
| Олімпійський кваліфікаційний турнір з боротьби 2008 (Роме-Остія) | Йорданія | греко-римська боротьба, до 84 кг | 16     |
| Олімпійський кваліфікаційний турнір з боротьби 2008 (Новий Сад)  | Йорданія | греко-римська боротьба, до 84 кг | 9      |
| Турнір Вехбі Емре 2010                                           | Йорданія | греко-римська боротьба, до 96 кг | 5      |
| Турнір Дана Колова — Николи Петрова 2010                         | Йорданія | греко-римська боротьба, до 96 кг | Бронза |
| Арабський чемпіонат з боротьби 2010                              | Йорданія | греко-римська боротьба, до 96 кг | Золото |
| Турнір Дана Колова — Николи Петрова 2011                         | Йорданія | греко-римська боротьба, до 96 кг | 5      |
| Арабські ігри 2011                                               | Йорданія | греко-римська боротьба, до 96 кг | Золото |
| Олімпійський кваліфікаційний турнір з боротьби 2012 (Астана)     | Йорданія | греко-римська боротьба, до 96 кг | 7      |
| Олімпійський кваліфікаційний турнір з боротьби 2012 (Тайюань)    | Йорданія | греко-римська боротьба, до 96 кг | 13     |
| Арабський чемпіонат з боротьби 2012                              | Йорданія | греко-римська боротьба, до 96 кг | Срібло |
| Арабський чемпіонат з боротьби 2013                              | Йорданія | греко-римська боротьба, до 96 кг | Золото |
| Турнір Дана Колова — Николи Петрова 2014                         | Йорданія | греко-римська боротьба, до 98 кг | 9      |
| Меморіал Абделазіза Услаті 2015                                  | Йорданія | греко-римська боротьба, до 98 кг | Срібло |
| Арабський чемпіонат з боротьби 2015                              | Йорданія | греко-римська боротьба, до 98 кг | Золото |